# Otus moheliensis
Otus moheliensis là một loài chim trong họ Strigidae.